# Irán en los Juegos Paralímpicos de Vancouver 2010
Irán estuvo representado en los Juegos Paralímpicos de Vancouver 2010 por un deportista masculino. El equipo paralímpico iraní no obtuvo ninguna medalla en estos Juegos.